# R-Kive
R-Kive è un box set in 3 CD del gruppo musicale britannico Genesis, pubblicato il 22 settembre 2014 nel Regno Unito e il 29 settembre negli Stati Uniti.

## Descrizione
R-Kive, il cui titolo è un'alterazione ortografica di archive, è un'antologia di brani tratti da tutti gli album in studio dei Genesis – eccetto il primo: From Genesis to Revelation (1969) – più altri scelti dagli ex componenti del gruppo Tony Banks, Phil Collins, Peter Gabriel, Steve Hackett e Mike Rutherford dalle rispettive carriere come solisti, in ragione di tre titoli a testa. 
Rutherford in particolare scelse soltanto brani del suo gruppo Mike + The Mechanics, tralasciando quindi i primi due album pubblicati a proprio nome; Collins, oltre al suo primo successo In The Air Tonight, volle includere: Easy Lover — singolo da lui scritto e cantato in coppia con Philip Bailey degli Earth, Wind & Fire, tratto dall'album Chinese Wall (1984) di Bailey, nel quale Collins fu anche produttore e batterista — e il brano Wake Up Call, a giudizio dell'autore penalizzato dal fatto che l'album Testify (2002) da cui è tratto aveva ricevuto all'epoca un'accoglienza commerciale peggiore rispetto ad altri suoi lavori.
Sebbene la raccolta non contempli le carriere da solisti di altri due ex membri ufficiali del gruppo, Anthony Phillips e Ray Wilson, ciascuno figura comunque in una traccia del repertorio dei Genesis: rispettivamente, Phillips su The Knife (1970) e Wilson su Calling All Stations (1997).

## Promozione
La raccolta uscì in contemporanea col documentario Genesis: Together and Apart, trasmesso per la prima volta nel Regno Unito dal canale BBC Two il 10 ottobre 2014 e subito dopo pubblicato anche in formati DVD e Blu-Ray dalla Eagle Rock Entertainment col titolo Genesis: Sum of the Parts. Il documentario ruota attorno a un'intervista a Banks, Collins, Gabriel, Hackett e Rutherford, riuniti assieme per l'occasione, e include sia filmati di repertorio del gruppo che spezzoni dedicati a ciascuno di loro come solista; i cinque intervennero anche alla promozione di entrambe le pubblicazioni, che si tenne il 2 ottobre 2014 presso il cinema Odeon Luxe Haymarket di Londra.

## Tracce

### Disco 1
Testi e musiche di Tony Banks, Phil Collins, Peter Gabriel, Steve Hackett e Mike Rutherford, eccetto dove indicato.
1. Genesis – The Knife (Trespass, 1970) – 8:53 (Banks, Gabriel, Anthony Phillips, Rutherford)
2. Genesis – The Musical Box (Nursery Cryme, 1971) – 10:24
3. Genesis – Supper's Ready (Foxtrot, 1972) – 23:04
4. Genesis – The Cinema Show (Selling England by the Pound, 1973) – 10:51
5. Genesis – I Know What I Like (In Your Wardrobe) (Selling England by the Pound, 1973) – 4:09
6. Genesis – The Lamb Lies Down On Broadway (The Lamb Lies Down on Broadway, 1974) – 4:55
7. Genesis – Back In N.Y.C. (The Lamb Lies Down on Broadway, 1974) – 5:39
8. Genesis – The Carpet Crawlers (The Lamb Lies Down on Broadway, 1974) – 5:15
9. Steve Hackett – Ace of Wands (strumentale – Voyage of the Acolyte, 1975) – 5:22 (musica: Hackett)

### Disco 2
Testi e musiche di Banks, Collins e Rutherford, eccetto ove indicato.
1. Genesis – Ripples (A Trick of the Tail, 1976) – 8:04 (Rutherford, Banks)
2. Genesis – Afterglow (Wind & Wuthering, 1976) – 4:11 (Banks)
3. Peter Gabriel – Solsbury Hill (Peter Gabriel, 1977) – 4:24 (Gabriel)
4. Genesis – Follow You Follow Me (...And Then There Were Three..., 1978) – 4:01
5. Tony Banks – For A While (A Curious Feeling, 1979) – 3:40 (Banks)
6. Steve Hackett – Every Day (Spectral Mornings, 1979) – 6:12 (Hackett)
7. Peter Gabriel – Biko (Peter Gabriel, 1980) – 7:28 (Gabriel)
8. Genesis – Turn It On Again (Duke, 1980) – 3:52
9. Phil Collins – In the Air Tonight (Face Value, 1981) – 5:30 (Collins)
10. Genesis – Abacab (Abacab, 1981) – 7:02
11. Genesis – Mama (Genesis, 1983) – 6:48
12. Genesis – That's All (Genesis, 1983) – 4:25
13. Phil Collins e Philip Bailey – Easy Lover (Chinese Wall di Philip Bailey, 1984) – 5:02 (Collins, Bailey, Nathan East)
14. Mike + The Mechanics – Silent Running (Mike + The Mechanics, 1985) – 5:45 (Rutherford, Brian Alexander Robertson)

### Disco 3
Testi e musiche di Banks, Collins e Rutherford, eccetto dove indicato.
1. Genesis – Invisible Touch (Invisible Touch, 1986) – 3:29
2. Genesis – Land of Confusion (Invisible Touch, 1986) – 4:47
3. Genesis – Tonight, Tonight, Tonight (Invisible Touch, 1986) – 8:53
4. Mike + The Mechanics – The Living Years (The Living Years, 1988) – 5:24 (Rutherford, Robertson)
5. Tony Banks – Red Day On Blue Street (Still, 1991) – 5:50 (Banks, Nik Kershaw)
6. Genesis – I Can't Dance (We Can't Dance, 1991) – 4:01
7. Genesis – No Son of Mine (We Can't Dance, 1991) – 6:39
8. Genesis – Hold on My Heart (We Can't Dance, 1991) – 4:36
9. Mike + The Mechanics – Over My Shoulder (Beggar on a Beach of Gold, 1995) – 3:36 (Rutherford, Robertson)
10. Genesis – Calling All Stations (Calling All Stations, 1997) – 5:46 (Banks, Rutherford)
11. Peter Gabriel – Signal To Noise (Up, 2002) – 7:33 (Gabriel)
12. Phil Collins – Wake Up Call (Testify, 2002) – 5:15 (Collins)
13. Steve Hackett – Nomads (Out of the Tunnel's Mouth, 2009) – 4:39 (Hackett, Jo Lehmann)
14. Tony Banks – Siren (strumentale – Six Pieces for Orchestra, 2012) – 8:47 (musica: Banks)

## Classifiche
| Classifiche (2014) | Posizione |
| ------------------ | --------- |
| Gran Bretagna      | 7         |
| Italia             | 26        |
| Germania           | 23        |